# The Weight (Danny Vera)
"The Weight" is een nummer van de Nederlandse zanger en muzikant Danny Vera. Het nummer verscheen op zijn album The New Now uit 2020. Op 2 oktober van dat jaar werd het uitgebracht als de tweede single van het album.

## Achtergrond
"The Weight" is geschreven door Vera en geproduceerd door Frans Hagenaars en Vera. Het is een uptempo nummer, wat zeldzaam is in het oeuvre van Vera. Hij vertelde hier zelf over: "Het liedje is uptempo, dat is ook weleens prettig. Ik wil mezelf niet herhalen en alleen maar nummers als "Roller Coaster" uitbrengen."
"The Weight" gaat over het gemis van dierbaren dat nooit verdwijnt. Over de betekenis van het nummer vertelde Vera: "Het gaat eigenlijk over dat je denkt dat je alles voor elkaar hebt en dingen verwerkt hebt, maar dat dat eigenlijk nog niet zo is. De dood van mijn beide ouders was altijd heftig. Op een gegeven moment denk je: 'Daar ben ik wel overheen', maar op sommige momenten is dat niet zo."
Het was niet de keuze van Vera om "The Weight" als single uit te brengen. Hij zei hierover: "Met dat soort dingen bemoei ik me nooit. Ik maak geen singles, ik maak platen. En ik sta achter elk liedje op The New Now, mijn nieuwe plaat. Singles interesseren me geen reet, maar als iemand denkt dat dit geschikt is voor de radio: fuck it, be my guest." Desondanks werd het, na "Roller Coaster", de tweede hit van Vera in de Nederlandse Top 40. Tevens werd het door NPO Radio 2 uitgeroepen tot TopSong. Bij hetzelfde radiostation werd het nummer, terwijl het nog in de Top 40 stond, al door de luisteraars in hun jaarlijkse Top 2000 gestemd.

## Hitnoteringen

### Nederlandse Top 40
| Hitnotering: 21-11-2020 t/m 02-01-2021 | Hitnotering: 21-11-2020 t/m 02-01-2021 | Hitnotering: 21-11-2020 t/m 02-01-2021 | Hitnotering: 21-11-2020 t/m 02-01-2021 | Hitnotering: 21-11-2020 t/m 02-01-2021 | Hitnotering: 21-11-2020 t/m 02-01-2021 | Hitnotering: 21-11-2020 t/m 02-01-2021 | Hitnotering: 21-11-2020 t/m 02-01-2021 | Hitnotering: 21-11-2020 t/m 02-01-2021 |
| Week                                   | 1                                      | 2                                      | 3                                      | 4                                      | 5                                      | 6                                      | 7                                      |                                        |
| -------------------------------------- | -------------------------------------- | -------------------------------------- | -------------------------------------- | -------------------------------------- | -------------------------------------- | -------------------------------------- | -------------------------------------- | -------------------------------------- |
| Positie                                | 40                                     | 40                                     | 39                                     | 37                                     | 37                                     | 38                                     | 38                                     | uit                                    |

### NPO Radio 2 Top 2000
| Nummer met noteringen in de NPO Radio 2 Top 2000 | '20  | '21 | '22  | '23  |
| ------------------------------------------------ | ---- | --- | ---- | ---- |
| The Weight                                       | 1333 | 792 | 1487 | 1925 |

1. ↑  Een vetgedrukt getal geeft de hoogste notering aan.
2. ↑  2020 was het eerste jaar met een notering voor dit nummer.
3. ↑  Deze tabel is bijgewerkt tot en met de laatste editie (2024).